# Chamberlainia
Chamberlainia је род слатководних шкољки из породице Unionidae, речне шкољке.

## Врсте
Врсте у оквиру рода Chamberlainia:
- Chamberlainia hainesiana (Lea, 1856)